# Ermanno il Lungo
Ermanno il Lungo (in estone: Pikk Hermann) è il nomignolo con il quale è soprannominata la più alta torre del Castello di Toompea a Tallinn, capitale dell'Estonia.

## Storia
La prima parte della torre venne costruita nel 1360-70. Nel XVI secolo una ricostruzione la rese ancora più alta (46,5 m).

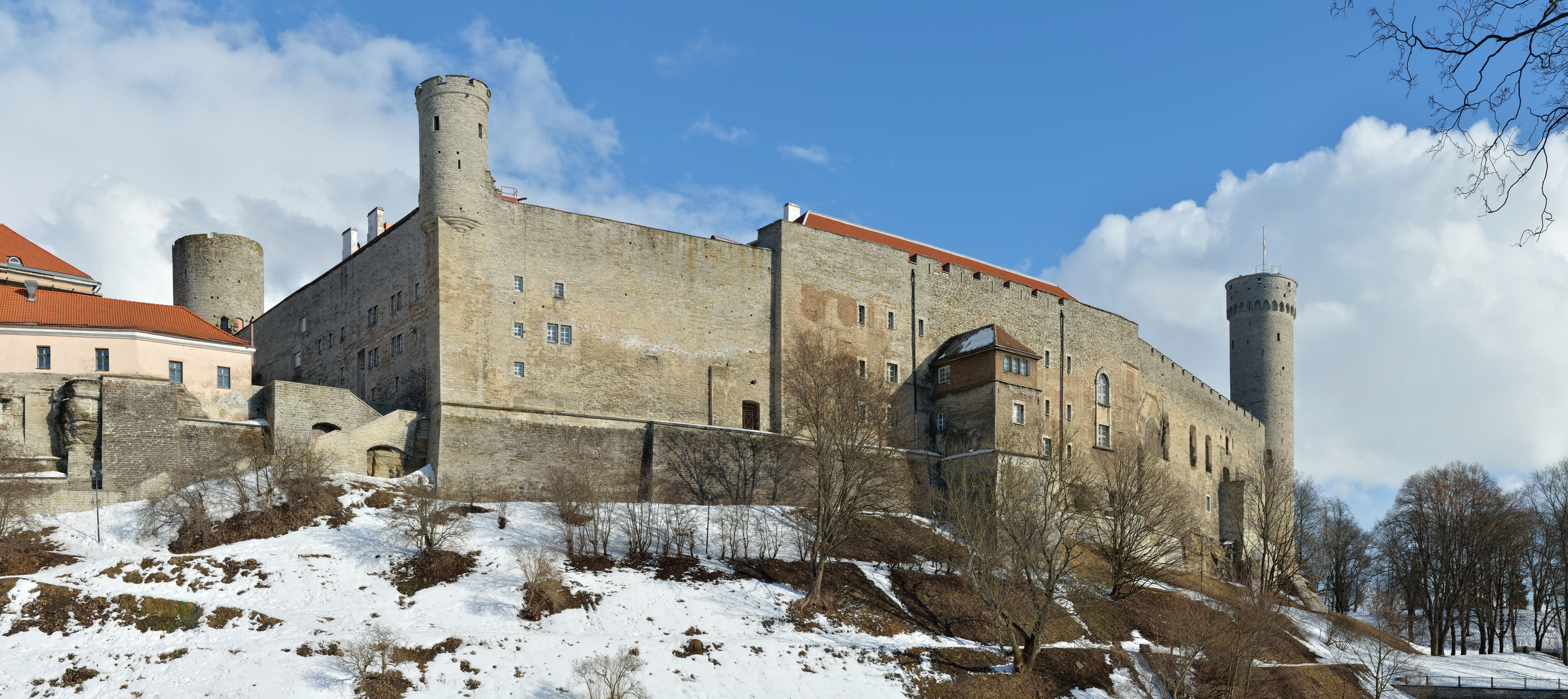
Castello di Toompea, sulla destra è visibile la torre di Ermanno il Lungo.

Ermanno il Lungo si trova di fianco all'edificio del Parlamento estone e la bandiera sulla sua cima è uno dei simboli del governo in carica. La bandiera estone viene issata all'alba e ammainata al tramonto.
Viene considerato anche un simbolo dell'indipendenza estone. Infatti fu qui che Otto Tief, primo ministro dell'Estonia, riuscì ad issarvi per qualche giorno il tricolore estone nel settembre 1944, prima che il paese ugro-finnico venne nuovamente invaso e rioccupato dall'Armata Rossa sovietica, che strappò la bandiera estone per sostituirla forzosamente con quella rossa sovietica, fino al 1990.